# Светослав Суронья
Светослав Суронья (хорв. Svetoslav Suronja) — король Хорватии из династии Трпимировичей, правивший в 997—1000 годах.

## Биография
Светослав Суронья был старшим сыном короля Степана Држислава и взошёл после его смерти на трон. Внешнеполитическая ситуация была тяжёлой, по союзному договору с Византией Хорватия фактически находилась в состоянии войны с мощной болгарской державой, хотя боевых действий и не велось, вся болгарская армия была занята на войне с Константинополем.
Сразу после вхождения Светослава на трон начался и длительный период междоусобиц — младшие братья короля — Крешимир и Гоислав организовали против него заговор и обратились к болгарскому правителю Самуилу, только что провозгласившим себя императором, с просьбой о помощи. Самуил счёл обращение братьев удобным поводом для атаки на Хорватию и в 998 году начал наступление.
Военные действия были успешными для болгар, Самуил занял и разорил всю Южную Далмацию вплоть до Задара, включая крупные портовые города Трогир и Сплит, после чего вернулся через Боснию в Болгарию. Всю завоёванную территорию он передал под власть братьев Крешимира и Гоислава. В 1000 году используя болгарскую помощь братья свергли Светослава и стали соправителями страны.
Однако, на стороне Светослава выступила Венеция, союзник Византии. Венецианский дож Пьетро II Орсеоло в том же 1000 году начал кампанию в Далмации против Крешимира и Гоислава. Венецианские войска взяли Задар, затем Трогир и Сплит, и, наконец, острова Корчула и Ластово; а также хорватскую столицу — Биоград-на-Мору. В Трогире состоялась встреча между Пьетро Орсеоло и Светославом Суроньей, на котором для закрепления союза было принято решение о браке дочери дожа с сыном и наследником Светослава Степаном.
Вскоре союзник Светослава был свергнут в Венеции после переворота. Светослав был вынужден бежать с семьёй в Венгрию, где вскоре и скончался. Сын Светослава Степан предпринял попытку вернуть себе хорватский трон в 1027 году, во время анархии, которая установилась в стране после убийства Гоислава Крешимиром. С помощью венгерской армии Степан завоевал Славонию и принял титул бана Славонии, но попытка взойти на трон не увенчалась успехом. Хорватский престол вновь вернулся к старшей ветви Трпимировичей, потомкам Светослава Суроньи, лишь в 1076 году, когда королём стал Дмитар Звонимир. Старшая ветвь Трпимировичей по имени Светослава Суроньи получила имя Светославичи.

## Шахматы
Святослав Шуринь — фигурирующий в шахматных источниках человек (вероятно, высокопоставленный) из Хорватии, в одиннадцатом веке победивший в шахматы венецианского дожа Пьетро II Орсеоло (по сообщению Фрумуна фон Тегермсе, монаха и автора трудов, датируемых 1030—1050 гг.). Ставкой в их игре было право управлять далматинскими городами. Данное сообщение интересно также тем, что входит в число самых первых упоминаний игры в шахматы в Европе.